# Тип Сити (Охајо)
Тип Сити (енгл. Tipp City) град је у америчкој савезној држави Охајо.

## Демографија
По попису из 2010. године број становника је 9.689, што је 468 (5,1%) становника више него 2000. године.
| Група             | 2000.         | 2010.         |
| Белци             | 8.924 (96,8%) | 9.201 (95,0%) |
| Афроамериканци    | 23 (0,2%)     | 54 (0,6%)     |
| Азијати           | 83 (0,9%)     | 145 (1,5%)    |
| Хиспаноамериканци | 111 (1,2%)    | 151 (1,6%)    |
| Укупно            | 9.221         | 9.689         |